# Seznam brigad Narodnoosvobodilne vojske in partizanskih odredov Jugoslavije
Seznam brigad Narodnoosvobodilne vojske in partizanskih odredov Jugoslavije.

## Po narodnosti
Bosansko-hercegovske
10. krajiška brigada - 11. hercegovska brigada - 11. krajiška brigada - 12. hercegovska brigada - 12. krajiška brigada - 13. hercegovska brigada - 13. krajiška brigada - 14. hercegovska brigada - 14. srednjebosanska brigada - 15. krajiška brigada - 15. majeviška brigada - 16. krajiška brigada - 16. muslimanska brigada - 17. krajiška brigada - 17. majeviška brigada - 18. srednjebosanska brigada - 18. vzhodnobosanska brigada - 19. birčanska brigada - 19. srednjebosanska brigada - 2. krajiška brigada - 20. krajiška brigada - 20. romanijska brigada - 21. vzhodnobosanska brigada - 4. krajiška brigada - 5. krajiška brigada - 6. krajiška brigada - 7. krajiška brigada - 8. krajiška brigada - 9. krajiška brigada
Črnogorske
1. bokeljska brigada - 10. črnogorska brigada - 4. sandžaška brigada - 5. sandžaška brigada - 6. črnogorska brigada - 7. črnogorska brigada - 8. črnogorska brigada - 9. črnogorska brigada
Hrvaške
1. brigada 23. divizije - 1. brigada Operativnega štaba za Liko - 1. istrska brigada »Vladimir Gortan« - 1. zagorska brigada - 10. dalmatinska brigada - 11. dalmatinska brigada - 12. dalmatinska brigada - 13. dalmatinska brigada - 14. dalmatinska brigada - 14. primorsko-goranska brigada - 15. hrvaška brigada - 16. banijska brigada - 16. mladinska brigada »Joža Vlahović« - 17. slavonska brigada - 18. slavonska brigada - 2. brigada 2. operativne cone - 2. brigada 33. divizije - 2. istrska brigada - 21. slavonska brigada - 3. brigada 13. divizije - 3. brigada 7. divizije - 3. dalmatinska brigada - 3. istrska brigada - 3. primorsko-goranska 13. divizije - 4. brigada 12. divizije - 4. brigada 7. divizije - 4. dalmatinska brigada - 4. kordunaška brigada - 4. primorsko-goranska 13. divizije - 5. dalmatinska brigada - 5. korduška brigada - 6. dalmatinska brigada - 6. primorsko-goranska brigada - 7. banijska brigada - 7. dalmatinska brigada - 8. banijska brigada - 8. dalmatinska brigada - 9. dalmatinska brigada - Brigada »Brača Radić« - Brigada »Franjo Ogulinac-Seljo« - Brigada »Matija Gubec« - Brigada »Nikola Demonja« - Brigada »Pavlek Mihovil Miškina« - Brodska brigada - Karlovaška brigada - Osješka brigada - Plašćanska brigada - Virovitiška brigada - Češkoslovaška brigada »Jan Žiška« - Žumberaška brigada
Italijanske
1. brigada divizije »Garibaldi« - 1. brigada divizije »Venezia« - 156. brigada »Bruno Buozzi« - 157. brigada »Guido Picelli« - 158. brigada »Antonio Gramsci« - 2. alpinska brigada »Taurinenze« - 2. brigada divizije »Garibaldi« - 2. brigada divizije »Venezia« - 3. brigada divizije »Garibaldi« - 3. brigada divizije »Venezia« - 4. brigada divizije »Garibaldi« - 4. brigada divizije »Venezia« - 5. brigada divizije »Venezia« - Brigada »Aosta« - Brigada »Fontanot« - Brigada »Garibaldi Friuli« - Brigada »Garibaldi Natisone« - Brigada »Italia« - Brigada »Triestina d'Assalto«
Makedonske
1. makedonska artilerijska brigada - 1. makedonska avto-brigada - 1. makedonska brigada - 1. makedonska konjeniška brigada - 10. makedonska brigada - 11. makedonska brigada - 12. makedonska brigada - 13. makedonska brigada - 14. makedonska brigada - 15. makedonska brigada - 16. makedonska brigada - 17. makedonska brigada - 18. makedonska brigada - 19. makedonska brigada - 2. makedonska brigada - 20. makedonska brigada - 21. makedonska brigada - 3. makedonska brigada - 4. albanska brigada - 4. makedonska brigada - 5. makedonska brigada - 6. makedonska brigada - 7. makedonska brigada - 8. makedonska brigada - 9. makedonska brigada - Brigada »Goce Delčev« - Kruševska brigada (NOVJ) - Lerinsko-kosturska brigada (NOVJ) - Prva egejska brigada
Muslimanske
1. muslimanska brigada - 16. muslimanska brigada - 2. muslimanska brigada - Muslimanska brigada
Slovenske
1. soška brigada - 11. slovenska narodnoosvobodilna brigada »Miloš Zidanšek« - 13. slovenska narodnoosvobodilna brigada »Mirko Bračič« - 14. slovenska narodnoosvobodilna brigada »Železničarska« - 15. slovenska narodnoosvobodilna udarna brigada »Belokranjska« - 17. slovenska narodnoosvobodilna brigada »Simon Gregorčič« - 18. slovenska narodnoosvobodilna udarna brigada »Bazoviška« - 19. slovenska narodnoosvobodilna udarna brigada »Srečko Kosovel« - 20. slovenska narodnoosvobodilna brigada - 20. slovenska narodnoosvobodilna brigada »Štabna« - 4. slovenska narodnoosvobodilna udarna brigada »Matija Gubec« - 6. slovenska narodnoosvobodilna udarna brigada »Slavko Šlander« - 9. slovenska narodnoosvobodilna brigada - Brigada »Simon Gregorčič« - Goriška brigada - Mestna brigada 7. korpusa - Prometna brigada 7. korpusa - Rabska brigada - Snežniška brigada - Soška brigada - Tolminska brigada
Srbske
1. babiška brigada - 1. caribrodska brigada - 1. južnomoravska brigada - 1. kosovsko-metohijska brigada - 1. surduliška brigada - 1. šumadijska brigada - 10. srbska brigada - 10. vojvodinska brigada - 11. srbska brigada - 11. vojvodinska brigada - 12. preševska brigada - 12. srbska brigada - 12. vojvodinska brigada - 13. srbska brigada - 13. vojvodinska brigada - 14. srbska brigada - 14. vojvodinska brigada - 15. srbska brigada - 15. vojvodinska brigada »Šandor Petefi« - 16. srbska brigada - 17. srbska brigada - 18. srbska brigada - 19. srbska brigada - 2. kosovsko-metohijska brigada - 2. surduliška brigada - 2. vojvodinska brigada - 2. vranjska brigada - 2. šumadijska brigada - 20. srbska brigada - 21. srbska brigada - 22. srbska brigada - 23. srbska brigada - 24. srbska brigada - 25. srbska brigada - 26. srbska brigada - 27. srbska brigada - 28. srbska brigada - 29. srbska brigada - 3. kosovsko-metohijska brigada - 3. vojvodinska brigada - 31. srbska brigada - 32. srbska brigada - 4. kosovsko-metohijska brigada - 4. srbska brigada - 4. vojvodinska brigada - 5. kosovsko-metohijska brigada - 5. srbska brigada - 5. vojvodinska brigada - 6. kosovsko-metohijska brigada - 6. srbska brigada - 6. vojvodinska brigada - 7. kosovsko-metohijska brigada - 7. srbska brigada - 7. vojvodinska brigada - 8. kosovsko-metohijska brigada - 8. preševska brigada - 8. srbska brigada - 8. vojvodinska brigada - 9. srbska brigada - 9. vojvodinska brigada - Začasna šumadijska brigada

## Po specializaciji
Artilerijske
1. artilerijska brigada 5. korpusa - 1. artilerijska brigada 7. korpusa - 1. makedonska artilerijska brigada - 2. artilerijska brigada 14. korpusa - 3. artilerijska brigada 14. korpusa - Artilerijska brigada 1. proletarske divizije - Artilerijska brigada 16. divizije - Artilerijska brigada 17. divizije - Artilerijska brigada 2. divizije - Artilerijska brigada 2. proletarske divizije - Artilerijska brigada 21. divizije - Artilerijska brigada 22. divizije - Artilerijska brigada 28. divizije - Artilerijska brigada 29. divizije - Artilerijska brigada 3. divizije - Artilerijska brigada 36. divizije - Artilerijska brigada 37. divizije - Artilerijska brigada 38. divizije - Artilerijska brigada 4. divizije - Artilerijska brigada 4. korpusa - Artilerijska brigada 42. divizije - Artilerijska brigada 48. divizije - Artilerijska brigada 49. divizije - Artilerijska brigada 5. divizije - Artilerijska brigada 50. divizije - Artilerijska brigada 51. divizije - Artilerijska brigada 6. korpusa - Artilerijska brigada 6. proletarske divizije - Artilerijska brigada 8. korpusa - Artilerijska brigada 9. korpusa - Artilerijska brigada Kumanovske divizije
Inženirske
1. inženirska brigada - Inženirska brigada 1. armade - Inženirska brigada 14. korpusa - Inženirska brigada 3. armade - Inženirska brigada 4. armade - Inženirska brigada 7. korpusa - Inženirska brigada Generalštaba NOV in PO Makedonije
Konjeniške
1. konjeniška brigada
Proletarske
1. proletarska brigada - 2. proletarska brigada - 3. proletarska brigada - 4. proletarska brigada - 5. proletarska brigada - 13. proletarska brigada »Rade Končar«
Tankovske
1. tankovska brigada (NOVJ) - 2. tankovska brigada (NOVJ)
Železniške
1. železniška brigada

## Ustanovljene izven Jugoslavije
- Prekomorske brigade NOVJ (ustanovljene s pomočjo zahodnih zaveznikov)
- 1. jugoslovanska brigada (ustanovljena s pomočjo Sovjetske zveze)